# Сепон

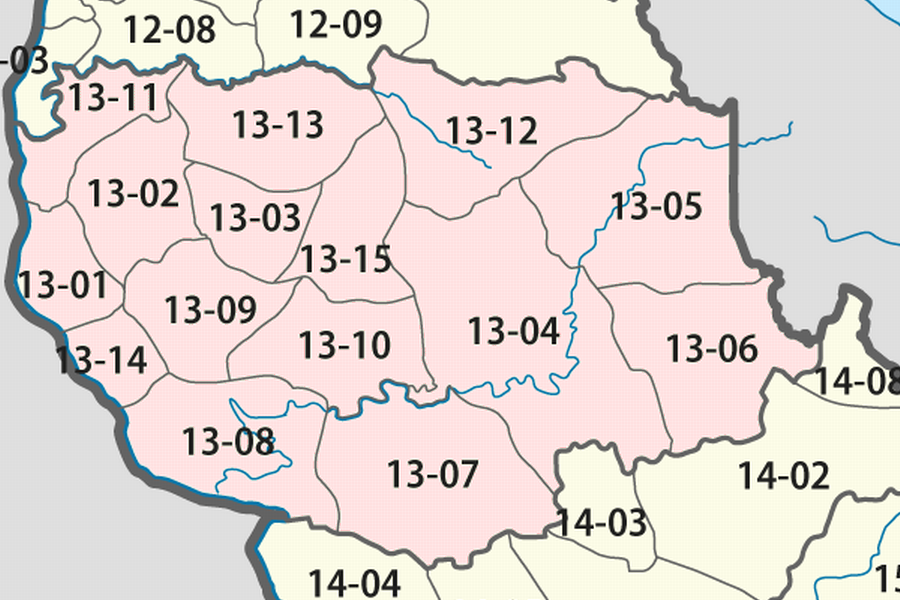
Число 13-05

Сепон — один з районів (лаос. ເມືອງ муанг) провінції Саваннакхет, Лаос.